# Высоцкий, Сергей Александрович (историк)
Сергей Александрович Высоцкий (15 июля 1923, Полтава — 19 декабря 1998, Киев) — украинский историк и археолог, специалист в области древнерусской культуры, исследователь граффити и фресок Софии Киевской, доктор исторических наук (1979).

## Биография
Родился в семье служащих.
Получив в юности травму позвоночника и приобретя туберкулез костей, провел около 10 лет в постели, а когда выздоровел, то стал историком.
После окончания историко-философского факультета Киевского университета (1956) долгое время работал научным сотрудником Государственного историко-архитектурного заповедника «Софийский музей» (Киев).
В 1967-1992 годах работал в Институте археологии АН УССР. Здесь защитил кандидатскую («Древнерусские надписи Софии Киевской XI—XIV вв.», 1967) и докторскую («Средневековые надписи Софии Киевской (по материалам граффити XI—XVII вв.)», 1978) диссертации.
Открытие граффити — это длительные поиски, подбор специального бокового освещения, реставрация надписи, обработка фото, анализ особенностей написания каждой буквы, присущих определённому времени. Высоцкий в течение 30 лет работал в Золотых Воротах, Святой Софии, Выдубицком монастыре, Успенском соборе Киево-Печерской лавры, церкви Спаса на Берестове, Кирилловской церкви.
Автор около 150 научных трудов. Его исследования по древнерусской эпиграфике получили широкое признание мировой науки, существенно пополнили источниковую базу исследования культуры Киевской Руси.

## Монографии
- 1966 — Древнерусские надписи Софии Киевской XI—XIV вв. (рус.)
- 1976 — Средневековые надписи Софии Киевской XI—XIV вв. (по материалам граффити XI—XVII вв.) (рус.)
- 1978 — О чём рассказали древние стены
- 1985 — Киевские граффити XI—XVII вв. (рус.)
- 1989 — Светские фрески Софийского собора в Киеве (рус.)
- 1998 — Киевская письменная школа X—XII вв. (к истории украинской письменности)[4]